# Renée Fleming
Renée Fleming (Indiana, Pennsylvania, 1959. február 14. –) amerikai opera-énekesnő (lírai szoprán).

## Életútja
A New York-i Állami Egyetemen (SUNY) való tanulmányai idején többször is fellépett kisebb szerepekben (elsősorban George Gershwin műveiben) a New Harlem Szimfonikus Zenekar kíséretében. Az egyetem elvégzése után a Juilliard iskolában, Jan Dagetani tanítványaként folytatta tanulmányait. Többször is fellépett a houstoni operaházban, majd egy Fulbright-ösztöndíjjal Európába utazott, ahol Arleen Augér majd Elisabeth Schwarzkopf tanítványa lett.
1986-ban énekelte első operai főszerepét: a salzburgi színházban Konstanzét alakította a Szöktetés a szerájból című Mozart-operában. Megnyerte a szakmában jelentős Richard Tucker valamint George London díjakat, majd 1988-ban a New York-i Metropolitan operaháztól kapott meghívást. A New York-i operaházban 1991-ben lépett először színpadra, mint Almaviva grófné Mozart Figaro házassága című operájában (ezt a szerepet 2000-ig folyamatosan énekelte). Ezt követően felkéréseket kapott Bécsből, Párizsból, és San Franciscóból és Buenos Airesből. 1992-ben a Glyndebourne operafesztiválon Fiordiligit alakította Mozart Così fan tutte című operájában. Londonban már korábban bemutatkozott (1989) Dirké szerepében Luigi Cherubini Médeia című operjában. A Covent Garden operaházba csak 2000-ben tért vissza. 1992-ben New Yorkban Donna Annát alakította Mozart Don Giovanni című operájában. Alakításával és virtuozitásával kivívta a kritikusok tetszését. A következő évben Rossini Armidájában lépett fel a nagy zeneszerző tiszteletére rendezett pesarói fesztiválon.
Fordulópontot jelentett számára az 1995-96-os New York-i évad, amikor Desdemonát alakította Verdi Otellójában Plácido Domingo partnereként. Ezzel az alakítással alapozta meg nemzetközi karrierjét. 1996-ban a Bayreuthi Ünnepi Játékokon is fellépett. Évát alakította A nürnbergi mesterdalnokokban. Énekelt több opera világpremierjén: John Corigliano - Versailles szelleme; Conrad Sousa - Veszélyes viszonyok; André Previn - A vágy villamosa.

## Főbb szerepei
| A debütálás éve | Szerep                    | Zeneszerző           | Az opera címe              |
| --------------- | ------------------------- | -------------------- | -------------------------- |
| 1978            | Laurie Moss               | Aaron Copland        | The Tender Land            |
| 1979            | Alison                    | Gustav Holst         | A vándorló humanista       |
| 1981            | Zerlina                   | Mozart               | Don Giovanni               |
| 1982            | Anne Sexton               | Conrad Susa          | Transformations            |
| 1983            | Almaviva grófnő           | Mozart               | Figaro házassága (opera)   |
| 1983            | Musetta                   | Puccini              | Bohémélet                  |
| 1986            | Konstanze                 | Mozart               | Szöktetés a szerájból      |
| 1986            | Frasquita                 | Bizet                | Carmen                     |
| 1987            | A feleség                 | Menotti              | Tamu Tamu                  |
| 1988            | Thália, Clarine, A bolond | Jean-Philippe Rameau | Platée                     |
| 1988            | Pamina                    | Mozart               | A varázsfuvola             |
| 1989            | Mimì                      | Puccini              | Bohémélet                  |
| 1989            | Dircé                     | Cherubini            | Médea                      |
| 1989            | Imogene                   | Bellini              | A kalóz                    |
| 1990            | Ruszalka                  | Dvořák               | Ruszalka                   |
| 1990            | Micaëla                   | Bizet                | Carmen                     |
| 1990            | Lucrezia Borgia           | Donizetti            | Lucrezia Borgia            |
| 1990            | Maria Padilla             | Donizetti            | Maria Padilla              |
| 1991            | Ilia                      | Mozart               | Idomeneo                   |
| 1991            | Amina                     | Bellini              | Az alvajáró                |
| 1991            | Thaïs                     | Massenet             | Thaïs                      |
| 1991            | Sandrina                  | Mozart               | Az álruhás kertészlány     |
| 1992            | La Contessa di Folleville | Rossini              | A reimsi utazás            |
| 1992            | Fiordiligi                | Mozart               | Così fan tutte             |
| 1992            | Anna                      | Boieldieu            | A fehér asszony            |
| 1992            | Fortuna                   | Mozart               | Scipio álma                |
| 1992            | Tatjána                   | Csajkovszkij         | Anyegin                    |
| 1993            | Armida                    | Rossini              | Armida                     |
| 1993            | Donna Elvira              | Mozart               | Don Giovanni               |
| 1993            | Alaide                    | Bellini              | Az idegen nő               |
| 1993            | Lulu                      | Alban Berg           | Lulu                       |
| 1993            | Jenůfa                    | Leoš Janáček         | Jenůfa                     |
| 1994            | Desdemona                 | Verdi                | Otello                     |
| 1994            | Ellen Orford              | Britten              | Peter Grimes               |
| 1994            | Salome                    | Massenet             | Hérodiade                  |
| 1994            | Rosmonda Clifford         | Donizetti            | Angliai Rosmonda           |
| 1995            | Marschallin               | R. Strauss           | A rózsalovag               |
| 1995            | Amelia                    | Verdi                | Simon Boccanegra           |
| 1996            | Margit                    | Gounod               | Faust                      |
| 1996            | Donna Anna                | Mozart               | Don Giovanni               |
| 1996            | Éva                       | Wagner               | A nürnbergi mesterdalnokok |
| 1997            | Manon                     | Massenet             | Manon                      |
| 1998            | Arabella                  | R. Strauss           | Arabella                   |
| 1999            | Alcina                    | Händel               | Alcina                     |
| 1999            | Lujza                     | Gustave Charpentier  | Lujza                      |
| 2003            | Violetta                  | Verdi                | Traviata                   |
| 2004            | Rodelinda                 | Händel               | Rodelinda                  |
| 2004            | die Gräfin                | R. Strauss           | Capriccio                  |
| 2005            | Dafné                     | R. Strauss           | Dafné                      |

## Lemezfelvételek

### CD
- Donizetti: Angliai Rosmona Opera Rara 1994
- R. Strauss: Az utolsó négy dal RCA 1996
- Visions of Love – Mozart áriák Decca 1996
- Schubert dalok Decca 1997
- Signatures (áriák Mozart, Verdi, Britten, Strauss operáiból, Solti György vezénylésével), Decca 1997
- Mendelssohn:Elijah Decca 1997
- The Beautiful Voice Decca 1998
- I Want Magic Áriák amerikai operákból, Decca 1998
- Star Crossed Lovers Duettek Plácido Domingóval, Decca 1999
- Strauss Heroines Decca 1999
- Verdi:Rekviem (egyéb közreműködők: Andrea Bocelli, Olga Borodina és Ildebrando D'Arcangelo, vezényel: Valerij Gergijev, Philips 2001
- Renée Fleming Decca 2001
- Night Songs Debussy, Fauré, Marx, Strauss, Rachmaninov dalai, Decca 2001
- Bel Canto áriák Donizetti, Bellini, Rossini operáiból, Decca 2002
- Under the Stars Broadway duettek Bryn Terfellel, Decca 2003
- By Request Decca 2003
- Mozart: Così fan tutte Decca
- Händel: Alcina Erato
- Rossini: Armida Sony (live)
- Mozart: Don Giovanni Decca (CD)
- Massenet: Hérodiade Sont (live)
- Händel Arias Decca 2003/2004
- Verdi: Rekviem Philips 2004
- Haunted Heart Decca 2005
- Sacred Songs Decca 2005
- Homage – The Age of the Diva Decca 2006
- Richard Strauss utolsó négy dala Decca 2008
- Verismo – áriák Puccini, Mascagni, Cilea, Giordano, Leoncavallo opeáiból Decca 2009
- Dark Hope Decca Records 2010

### DVD
- Csajkovszkij: Anyegin Decca 2007
- Strauss: Arabella Decca 2008
- Verdi: Traviata Decca
- Mozart: Don Giovanni
- Mozart: Figaro házassága
- Massenet: Manon
- Strauss: Arabella Decca
- Strauss: A rózsalovag Decca
- Strauss: Capriccio Decca
- Verdi: Otello
- Dvořák: Ruszalka Decca
- Massenet: Thaïs Decca
- Metropolitan Opera: The Audition